# Ceratinostoma
Ceratinostoma is een geslacht van insecten uit de familie van de drekvliegen (Scathophagidae), die tot de orde tweevleugeligen (Diptera) behoort.

## Soort
- C. ostiorum (Haliday, 1832)